# 'Ndrina Libri
I  Libri sono una 'ndrina tra le più potenti di tutta Reggio Calabria alleata dei De Stefano, dei Condello e dei Tegano.
Gestiscono insieme ai loro alleati le attività illecite della zona centrale di Reggio Calabria in particolare Cannavò, ma anche il locale di San Cristoforo e di Spirito Santo, ed inoltre sono presenti nei quartieri: Condera, Vinco, Pavigliana, Modena, Mosorrofa  e San Giorgio.
I Borghetto, gli Zindato e i Caridi sono cosche vicine ai Libri.
Dall'operazione Meta, a Reggio Calabria si delinea un quadro criminale in cui si consolidano le alleanze tra i De Stefano, Libri e Tegano che delinea anche una struttura verticistica in cui un esponente dei De Stefano per la direzione delle attività criminali con la dote di Crimine, Pasquale Condello come gregario del primo e coordinatore dell'azione di comando, e un membro dei Libri come "custode e garante delle regole".

## Storia

### Anni '90 - Seconda guerra di ndrangheta e Operazione Olimpia
Sono stati coinvolti nella seconda guerra di 'Ndrangheta in quanto alleati dei De Stefano.

### Anni 2000
- Il 20 luglio 2007 a Cannavò nell'operazione Testamento vengono arrestate 15 persone appartenenti ai Libri, tra cui Antonio Caridi con l'accusa di associazione mafiosa[5]; si scopre che essi oltre ad essere egemone nel locale di Cannavò, gestiscono il locale di San Cristoforo e di Spirito Santo[2], ed inoltre sono presenti nei quartieri: Condera[2], Vinco[2], Pavigliana[2], Modena[2] e San Giorgio[2].
- Il 22 giugno 2009 sono stati sequestrati ad Antonio Caridi, genero del capobastone Domenico Libri nonché tra i capi della cosca, beni del valore di 2 milioni di euro[6].
- Il 23 giugno 2010 i carabinieri compiono 42 arresti in Lombardia, Friuli-Venezia Giulia ed Emilia-Romagna nei confronti di presunti esponenti dei Condello, e dei De Stefano-Libri, accusati di associazione mafiosa ed estorsione. È stato arrestato anche Cosimo Alvaro, figlio di Domenico, membro dell'omonima 'ndrina e membri dei Rugolino di Reggio Calabria, i Buda-Imerti di Villa San Giovanni, gli Italiano di Delianuova, gli Zito-Bertuca di Fiumara di Muro e i Creazzo di Scilla. Sono stati sequestrate oltre 20 imprese, centri sportivi, appartamenti e terreni. Grazie all'operazione viene confermata la presenza di una cupola nella gestione degli affari illeciti del reggino con a capo Pasquale Condello, Giuseppe De Stefano e Pasquale Libri[7][8].

### Oggi
- Il 31 luglio 2018 si conclude l'operazione Theorema-Roccaforte contro presunti esponenti dei Libri di cui oggi a capo ci sarebbe Filippo Chirico, marito della figlia di Pasquale Libri. L'operazione vede gli arrestati accusati di estorsione e registra un controllo pervasivo sul quartiere Gallina di Reggio Calabria tale da imporre anche chi deve occupare abusivamente alloggi INPS[9].
- Il 31 luglio 2019 si conclude un blitz della Polizia di Stato, contro la cosca Libri, con 17 arresti per collusione con imprenditori e politici locali, appartenenti al Partito Democratico e a Fratelli d'Italia[10][11].
- 24 giugno 2020: Operazione Malefix contro i De Stefano e i Libri[12].
- 9 luglio 2020: Operazione Pedigree contro i Serraino e i Libri[13][14].
- 9 agosto 2021: Operazione Mercato libero contro i Libri[15][16].

## Capibastone
- Domenico Libri (1934 - 2006), capobastone arrestato, oggi defunto. Capo insieme al fratello Pasquale Libri le sue attività riguardano il conseguimento di appalti in modo illecito a Reggio Calabria. Il 13 ottobre 1986 viene arrestato a Milano. Nel 1989 evita un attentato mentre si stava recando a un suo processo in tribunale, e il 5 giugno dello stesso anno scappa da una clinica di Busto Arsizio dandosi alla latitanza. Viene arrestato all'aeroporto di Marsiglia il 17 settembre 1992 dal SISDE, dall'Interpol italiana e dai servizi di sicurezza francesi[17]. È stato condannato a 10 anni per associazione mafiosa[18].
- Pasquale Libri (1940 - 31 agosto 2017), fratello di Domenico dopo la seconda guerra di mafia diventa membro insieme a Pasquale Condello e Giuseppe De Stefano della cupola (commissione provinciale) per gestire gli affari illeciti nel reggino. Lui era incaricato a far rispettare le regole mafiose a entrambe le parti che si erano scontrate nella seconda guerra di 'ndrangheta[8]. Dall'indagine Meta veniva ritenuto il "Custode" delle regole della 'ndrangheta, nonché membro di spicco di una cupola che gestiva gli affari illeciti nella città di Reggio Calabria.
- Filippo Chirico, arrestato a luglio 2018.

## 'Ndrine alleate
- De Stefano